# Hemigrammus cylindricus
Hemigrammus cylindricus är en fiskart som beskrevs av Durbin, 1909. Hemigrammus cylindricus ingår i släktet Hemigrammus och familjen Characidae. Inga underarter finns listade i Catalogue of Life.